# Tricia Brock
Tricia Brock é uma diretora de televisão e cinema norte-americana.
Brock começou sua carreira trabalhando em comerciais de televisão, ela foi então recrutada para escrever dois episódios da série de televisão Twin Peaks. Ela continuou a escrever para outras séries de televisão, como Knots Landing, Family Laws e no filme televisivo Due East, dirigido por Helen Shaver.
Em 2002, Brock mudou seu foco para dirigir. Fazendo sua estreia na direção com o curta-metragem The Car Kid, estrelado por James Franco e Brad Renfro. Uma parte do filme foi posteriormente re-editada para o longa-metragem Killer Diller, que foi exibido no South by Southwest Film Festival e do Festival de Cinema de Tribeca em 2004.
Os créditos de Brock como directora na televisão incluem Grey's Anatomy, Veronica Mars, Ugly Betty, The L Word, Gossip Girl, Breaking Bad, 30 Rock, Hellcats e entre outras séries.